# بيتر هوغ
بيتر هوغ هو محامي كندي، ولد في 12 مارس 1939 في لور هوت في نيوزيلندا.